# Piliocolobus preussi
Procolobus preussi is een zoogdier uit de familie van de apen van de Oude Wereld (Cercopithecidae). De wetenschappelijke naam van de soort werd voor het eerst geldig gepubliceerd door Matschie in 1900.

## Voorkomen
De soort komt voor in het Korup Nationaal Park en de bossen daaromheen in het zuidwesten van Kameroen en in het Cross River Nationaal Park en omgeving in het zuidoosten van Nigeria.